# Friedrich August Pinkerneil

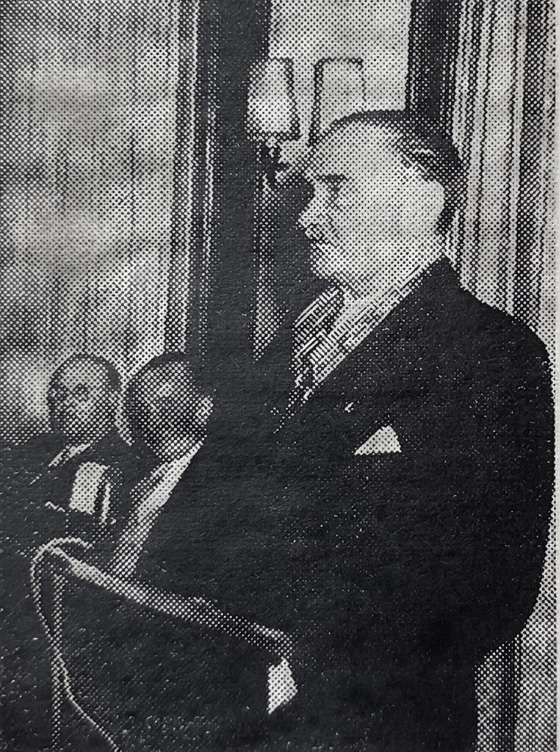
Pinkerneil bei der Verleihung des Bundesverdienstkreuzes

Friedrich August Georg Heinrich Pinkerneil (* 16. April 1890 in Hamme, Kreis Bochum; † 21. Mai 1967 in Düsseldorf) war ein deutscher Wirtschaftsfunktionär, Politiker und Freimaurer.

## Ausbildung und Beruf
Pinkerneil studierte an der Universität Marburg und in Berlin Geschichte, Jurisprudenz und Nationalökonomie. Er wurde Mitglied der christlichen Studentenverbindung Marburger Wingolf. Nach der 1916 in Marburg erfolgten Promotion zum Dr. phil. übernahm er als selbst Kriegsversehrter die Leitung der Kriegsbeschädigten-Fürsorge des Akademischen Hilfs-Bundes. 1920 wurde er Mitglied der Geschäftsführung der Fachgruppe Bergbau im Reichsverband der Deutschen Industrie. Auch nach 1945 arbeitete er als Interessenvertreter der Bergbauwirtschaft. Er war über 30 Jahre Mitglied und Vorsitzender des Aufsichtsrates der deutschen  Singer-Gesellschaften und saß in zahlreichen Aufsichtsräten und Grubenvorständen.

## Politik
Von 1921 bis 1928 war Pinkerneil für zwei Legislaturperioden Mitglied des Preußischen Landtages als Abgeordneter der DVP. Er zählte zu den Vertrauten Gustav Stresemanns und galt als Fachmann für Bergbau und Bergrecht.

## Ehrenämter
Pinkerneil war Mitgründer und nach dem Zweiten Weltkrieg zeitweise ehrenamtlicher Vorsitzender  der Deutschen Blindenstudienanstalt in Marburg. Ebenso gehörte er zu den Mitgründern des Marburger Universitätsbundes, dessen Vorstand er lange Jahre angehörte und dessen Ehrenvorsitzender er war.

## Freimaurerei
Unmittelbar nach dem Ersten Weltkrieg ist Pinkerneil in die Berliner  Freimaurerloge Zum goldenen Pflug aufgenommen worden, die der christlich orientierten  Großen Landesloge der Freimaurer von Deutschland angehört. Er war Mitbegründer der Vereinigten Großlogen von Deutschland, als deren Großmeister er 1959–1960 und 1962–1963 wirkte. Aus seiner Feder stammt die Magna Charta vom Jahre 1958, das Dokument des freimaurerischen Zusammenschlusses zu einer nationalen Repräsentanz.

## Ehrungen
- Ehrensenator der Universität Marburg
- Dr. iur. h. c. und Dr. med. h. c. der Universität Marburg
- Großes Verdienstkreuz des Verdienstordens der Bundesrepublik Deutschland (1955)
- Großes Verdienstkreuz mit Stern des Verdienstordens der Bundesrepublik Deutschland (1966)